# Pittura materica
Si intende per pittura materica, una pittura nel quale il colore (spesso pigmenti ad olio) viene steso grossolanamente senza essere steso uniformemente e/o appiattito sul supporto. Questa tecnica è molto usata fin dal 1800, soprattutto dagli impressionisti dove il colore veniva posto con pennellate cariche di pittura di tonalità cromatiche diverse accostate l'una all'altra. Fu poi con Vincent Van Gogh che questa tecnica raggiunse una enorme carica espressiva. Il materialismo non verrà abbandonato nemmeno nel 1900 dove fu molto usato da pittori dell'Arte informale.